# Никола Масловара
Никола Масловара — „Масли“ (Оџаци, 22. децембар 1946) српски је стрипар, карикатуриста, сценариста, творац анимираних филмова, уредник, издавач и педагог ликовне културе.
Важан је стваралац који је дебитовао у Сребрном добу српског стрипа, 1971. године. Ауторски ликови и серијали су му Марко Краљевић, Фијукси, Тупавзан, Детектив Лаконогић, Homoquovadis и многи други.
Успешно је радио и на међународним лиценцним стриповима као што су Велики Блек, Пинк Пантер, Мапет бебе, Мачак Феликс, Том и Џери, Мики Маус...

## Биографија
У родном месту завршио је основну школу и гимназију. У Нови Сад се доселио 1967. године, где је завршио Вишу педагошку школу — ликовни смер.
Још као студент бавио се карикатуром коју објављује од 1969. у новосадским листовима: Весели свет, Индекс, Дневник итд. Први стрип објављује 1971. године у Куририма (издавач „Дечје новине“, Горњи Милановац). Током седамдесетих година 20. века бавио се карикатуром и анимацијом, као и реалистичким стрипом. Након што је 1976. године у Политикином Забавнику објавио стрип Марко Краљевић и дружина скоро у потпуности се окреће карикатуралном стрипу. Од 1979. године живи у Горњем Милановцу, где се запослио у редакцији „Дечјих новина“.
Године 1979. са Миланом Буковцем и хумористом Војиславом Ратковићем основао је групу ФОНС. Године 1988. постао је члан ауторске групе коју су чинили Славиша Ћировић, Брана Николић и Здравко Зупан, са којима је радио на домаћем серијалу „Yupi stars“.
Током осамдесетих година радио је веома продуктивно као сценариста и цртач. Ствара читав низ јунака — Тупавзан, Фијукси, Homoquovadis, Дебли Кркојет, Детектив Лаконогић, Барба Плима, Унгл Гунгл, Златко, Плавуша, Квадратко, Дарко, Боле и Ђоле... Интензивно је радио и на лиценцним стриповима Велики Блек, Пинк Пантер, Мапет бебе, Мачак Феликс, Том и Џери, Мики Маус.
Већином је цртао по својим сценаријима, али повремено и по причама других сценариста као што су: Миодраг Милановић („Барба Плима“, 1981-1982), Лазар Одановић („Том и Џери“, 1985-1986) и Брана Николић („Yupi Stars“, 1988). Писао је сценарије за стрипове које су цртали Десимир Жижовић Буин („Мирко и Славко“, једна епизода, 1984), Миодраг Жарић (серија „Шушумиге“, 1985-1986), Милан Буковац („Трапавзан“, 1980) и Здравко Зупан (посебно цењени: „Мики и Баш Челик“, 1999, и „Зузуко“, 2004; као и „Гига и Гога“, 2004).
Стрипове је објављивао у листовима Србије и Југославије — Политикин Забавник, Ју стрип, Бисер стрип, Стрип забавник, Гигант, Екс алманах, Мале новине, Кекец, Дечје новине, Дечји одмор, Цепелин, Финеса, Велики одмор, Муња стрип и други — али и у Шведској, Финској, Великој Британији, Италији...
Након распада „Дечјих новина“ 1999, са колегама Милорадом Стевановићем и Милованом Петковићем оснива издавачку кућу „Ден арт“ и издаје ауторске часописе за децу Велики одмор и Зврк.
Масловарин ауторски албум-интеграл Детектив Лаконогић објављен је 2013. године у издању куће „Розенкранц“.
Самосталне изложбе: Оџаци (1971), Карловац (1973), Нови Сад (1974), Горњи Милановац (1996) и Крушевац (2011). Карикатуре је излагао на међународним групним изложбама: Атина, Зуг, Монтреал, Скопље, Габрово, Истанбул, Љубљана, Берлин, Београд, Кноке-Хеист, Нови Сад, Крушевац…
Од 2002. године ради као наставник ликовне културе у Основној школи „Десанка Максимовић“ у Г. Милановцу, све до 2011. године, када одлази у пензију. Од 2007. године у Краљеву води Малу школу анимације, која је на фестивалу дечјег хумора у Лазаревцу освојила две награде, 2007. и 2008. године.
Ожењен је Миром и отац сина Милана и кћерке Наде. Члан-оснивач је Удружења стрипских уметника Србије.
Дана 28. септембра 2017. је добио награду „Срећко Јовановић”.

## Критичка рецепција
Краљевић Марко и дружина (1976)
- Хумористичког погледа на српски средњи век, овај стрип је био освежење на домаћој културној сцени. Омиљена жанровска тема је била захвална за стрипску адаптацију, али је, због поигравања епским митовима и националном историјом, стрип погрешно протумачен код дела србијанске јавности као намерна идеолошка провокација режима. Такав утисак је изгледа проистекао из тадашњих драматичних околности у СФРЈ — још свежег пада „либерала“ у Србији и последица „маспока“ у Хрватској. Са ове дистанце, растерећени притиска опште политичке сумње у све и свакога, овај стрип се слободно може оценити као достојан представник домаћег стрипског жанра, ненаметљив и бенигни подстицај општој поп-култури. — Предраг Ивановић[5]

Детектив Лаконогић (1986—1997)
- У Детективу Лаконогићу Масли је комплетан аутор, сценариста и цртач. У сценарију до изражаја долази његов несвакидашњи смисао за хумор. (…) Маслијев цртеж је за упућене у његов опус препознатљив. Он је мајстор гега који у једном кадру успева да створи целину, која у себи има довољно хумора, тако да текст у балону није ту ради објашњења сцене, већ да гег још јаче истакне, што је својствено начину рада једног карикатуристе. (…) Стрип остварење које се с разлогом нашло са најпознатијим јунацима хумористичког стрипа. — Борисав Челиковић[6]
- На тако постављеној позорници одвијају се конкретни заплети које карактерише основна Маслијева субверзија — негативци се појављују чешће него позитивци који „упадају“ у њихове планове и кваре их. Тако је, иако правда увек побеђује, тежиште измештено на неочекивану страну. Аутор је склон давању главне улоге и споредним ликовима отварајући нове правце потенцијалног развоја серијала. Маслијев цртеж је — као и читава концепција овог серијала — на трагу француско-белгијског карикатуралног гег стрипа који, захваљујући хуморном одмаку, може бити намењен како младим читаоцима тако и онима са дужим стрип стажом. — Илија Бакић[7]

Мики и Баш Челик (1999)
- Масловарин сценарио је духовит и течан, изванредно спајајући мотиве народне бајке са дизнијевском психологијом и домишљатим драмским обртима. Зупанов цртеж је елегантан, у маниру класичне дизнијевске школе, са дискретно одмереном личном нотом. „Мики и Баш-Челик“ је најбоља аутохтона југословенска „Дизнијана“ до сада, пример ванвременски племените забаве. — Зоран Стефановић[8]

## Признања (секција под израдом)
- Награда за карикатуру "Икар" (Земун, 1973),
- Трећа награда за стрип листа Képes Ifjúság (Нови Сад, 1978),
- Прва награда листа Борба (Београд, 1979),
- Трећа награда за стрип у La Roque-d'Anthéron (Француска, 1979),
- Прва награда на конкурсу џез карикатуре (Београд, 1999),
- Прва награда Културног центра Горњи Милановац (1999),
- Прва награда за карикатуру на фестивалу „Златна кацига“[9] (Крушевац, 2010)
- Звање Витез од духа и хумора (Гашин сабор, 2018), додељују Центар за уметност стрипа Београд при Удружењу стрипских уметника Србије и Дечји културни центар Београд[10]